# Native Transparenz
Native Transparenz ist ein Begriff aus der Druckvorstufentechnologie. Er bezeichnet Grafikdateien (insbesondere PDF-Dateien), in denen transparente Bild- oder Textelemente in mehreren Ebenen übereinander angeordnet sind. Dabei erhält jedes dieser Elemente ein eigenes Attribut für Transparenz bzw. Opazität, ähnlich wie es auch Werte für Farbe oder einen Drehwinkel besitzt.
Im traditionellen PostScript-Workflow ist es nicht möglich, transparente Objekte einzubinden. Werden in einem Grafik- oder DTP-Programm Transparenzen erzeugt, mussten diese bei der Ausgabe „verflacht“, das heißt die übereinander liegenden transparenten Objekte zu einer Bilddatei verschmolzen werden. Nachträgliche Änderung an Texten oder den Einstellungen zum Überdrucken sind dann nicht mehr möglich und die Auflösung auf die gewählte Rasterbildauflösung begrenzt.
Zur Unterscheidung von solchen verflachten Transparenzen werden die (vom Druckergebnis her theoretisch nicht zu unterscheidenden) Dateien mit noch vorhandenen Transparenzen als "nativ" bezeichnet, die zur Ausgabe nötige Transparenzreduzierung erfolgt hier erst im Ausgabegerät (Raster Image Processor oder Drucker). Dies kann jedoch zu Abweichungen im Druckergebnis führen, weswegen viele Druckereien nur "verflachte" Dokumente annehmen.
Das Portable-Document-Format unterstützt native Transparenzen ab Version 1.4. In den PDF/X-Spezifikationen sind Transparenzen in der PDF 1.3-Version und bislang (2018) weitgehend verbreiteten PDF/X-1a:2001/2003 oder PDF/X-3:2002/2003-Standard nicht zulässig, sie werden jedoch ab PDF/X-4:2010 unterstützt. Ebenfalls unterstützt werden sie durch die Adobe PDF Print Engine.
Native Transparenz bei der Ausgabe wird u. a. von QuarkXPress (ab Version 8.1) sowie von Adobe InDesign unterstützt.